# الحزب الاشتراكي الديمقراطي (فرنسا)
الحزب الاشتراكي الديمقراطي (بالفرنسية: Parti socialiste démocratique)‏، هو حزب اشتراكي فرنسي أٌسس خلال الجمهورية الفرنسية الرابعة. أسسه أعضاء استُبعدوا من الأممية العمالية [الفرنسية] في 24 أغسطس 1945 عقب تحرير فرنسا بسبب تعاونهم مع المحتلين الألمان خلال الحرب. شملت قائمة المؤسسين إيميل بيرليا [الفرنسية]، وألبرت بيدوس [الفرنسية]، وأنطوان إيلين بريفو.
قاد الحزب أبرز مؤسسيه، بول فور، الذي شغل منصب الأمين العام للقسم الفرنسي للأممية العمالية بين عامي 1920 و1940. جمع الحزب الجناح السلمي للقسم الفرنسي للأممية العمالية، الذي رفض التدخل في الحرب الأهلية الإسبانية.
انضم الحزب إلى تجمع الجمهوريين اليساريين [الفرنسية] في 16 أكتوبر 1946. حافظ على قاعدة عضوية بلغت حوالي 6,700 عضو حتى عام 1952، لكنه اختفى بحلول عام 1954 بعد وفاة معظم قادته أو عودتهم إلى القسم الفرنسي للأممية العمالية.
نشط الحزب في عدة نقابات عمالية فرنسية، لكنه عانى ضعفًا انتخابيًا بسبب عدم أهلية بعض أعضائه للمشاركة السياسية بسبب تعاونهم خلال الحرب. رغم ذلك، فاز جوليان ساتونيه بمقعد في مجلس الجمهورية تحت شعار تجمع الجمهوريين اليساريين عام 1946. كما حقق انتصارًا في الانتخابات البلدية لشالون سور ساون عام 1943، وتولى منصب عمدة المدينة حتى عام 1952.